# Supercopa austríaca de futbol
La supercopa austríaca de futbol fou una competició futbolística disputada anualment a Àustria entre 1986 i 2004. Era disputada pels campions de la lliga i copa austríaques.

## Historial
| Any  | Campió                  | Finalista                | Resultat          | Estadi                        | Espectadors |
| ---- | ----------------------- | ------------------------ | ----------------- | ----------------------------- | ----------- |
| 1986 | SK Rapid Wien           | FK Austria Wien (L,C)    | 3:1               | Gerhard-Hanappi-Stadion       | 3.300       |
| 1987 | SK Rapid Wien (L,C)     | FC Swarovski Tirol       | 2:1               | Gerhard-Hanappi-Stadion       | 6.000       |
| 1988 | SK Rapid Wien (L)       | Kremser SC (C)           | 4:2 penals (1:1)  | Kremser Stadion               | 7.000       |
| 1989 | FC Admira/Wacker        | FC Swarovski Tirol (L,C) | 4:1 penals (1:1)  | Innsbrucker Tivoli            | 1.500       |
| 1990 | FK Austria Wien (C)     | FC Swarovski Tirol (L)   | 5:1               | Linzer Stadion                | 12.000      |
| 1991 | FK Austria Wien (L)     | SV Stockerau (C)         | 3:0               | Stadion Alte Au               | 6.000       |
| 1992 | FK Austria Wien (L,C)   | FC Admira/Wacker         | 6:5 penals (1:1)  | Stadion Wiener Neustadt       | 5.000       |
| 1993 | FK Austria Wien (L)     | FC Tirol Innsbruck (C)   | 4:2 penals (1:1)  | Birkenwiese                   | 7.000       |
| 1994 | SV Austria Salzburg (L) | FK Austria Wien (C)      | 2:1               | Alpenstadion Kapfenberg       | 8.000       |
| 1995 | SV Austria Salzburg (L) | SK Rapid Wien (C)        | 2:1               | Alpenstadion Kapfenberg       | 6.500       |
| 1996 | SK Sturm Graz (C)       | SK Rapid Wien (L)        | 1:0               | Alpenstadion Kapfenberg       | 7.000       |
| 1997 | SV Austria Salzburg (L) | SK Sturm Graz (C)        | 1:0               | Linzer Stadion                | 3.000       |
| 1998 | SK Sturm Graz (L)       | SV Ried (C)              | 4:0               | Wörtherseestadion             | 6.000       |
| 1999 | SK Sturm Graz (L,C)     | LASK Linz                | 6:5 penals (1:1)  | Arnold Schwarzenegger-Stadion | 4.500       |
| 2000 | Grazer AK (C)           | FC Tirol Innsbruck (L)   | 2:0               | Innsbrucker Tivoli            | 5.600       |
| 2001 | FC Kärnten (C)          | FC Tirol Innsbruck (L)   | 10:9 penals (0:0) | Innsbrucker Tivoli            | 6.700       |
| 2002 | Grazer AK (C)           | SK Sturm Graz 1          | 3:0               | Arnold Schwarzenegger-Stadion | 12.500      |
| 2003 | FK Austria Wien (L,C)   | FC Kärnten               | 2:1               | Franz-Horr-Stadion            | 6.500       |
| 2004 | FK Austria Wien         | Grazer AK (L,C)          | 5:3 penals (1:1)  | Arnold Schwarzenegger-Stadion | 7.100       |

1 Sturm Graz (segon a la lliga) reemplaçà els campions FC Tirol Innsbruck els quals perderen la llicència per la temporada 2002/03.

## Títols
| Títols | Club                |
| ------ | ------------------- |
| 6      | FK Austria Wien     |
| 3      | SV Austria Salzburg |
| 3      | SK Rapid Wien       |
| 3      | SK Sturm Graz       |
| 2      | Grazer AK           |
| 1      | FC Admira/Wacker    |
| 1      | FC Kärnten          |